# NGC 4760
NGC 4760 (другие обозначения — MCG -2-33-41, PGC 43763) — эллиптическая галактика (E) в созвездии Девы.
Относится к радиогалактикам, при этом в ней не наблюдается каких-либо структур, видимых в оптическом диапазоне и ориентированных так же, как и видимое распределение радиоизлучение. Галактика имеет большую массу и красный цвет.
Этот объект входит в число перечисленных в оригинальной редакции «Нового общего каталога».